# Моран, Кевин
Ке́вин Бе́рнард Мо́ран (англ. Kevin Bernard Moran; ирл. Caoimhghín Bernard Ó Móráin; родился 29 апреля 1956 года в Дублине, Ирландия) — ирландский футболист и игрок в гэльский футбол. Наиболее известен по своим выступлениям за клуб «Дублин», с которым он выиграл два всеирландских чемпионата по гэльскому футболу, а также по футбольной карьере в «Манчестер Юнайтед» и сборной Ирландии. Моран стал первым игроком в истории, получившим красную карточку в финальном матче Кубка Англии.
Кевин вырос в Риалто, южном пригороде Дублина. В подростковом возрасте он с семьёй переехал в другой пригород Дублина, Уокинстаун. Там он посещал школу «Джеймс Стрит» и среднюю школу «Дримнаг Касл», в которых главным видом спорта был гэльский футбол. Однако, Кевин также играл в футбол, но уже в основном на улицах.

## Гэльский футбол
Моран выступал за сборную Дублина в соревнованиях Гэльской атлетической ассоциации, дважды выиграл Всеирландский чемпионат по гэльскому футболу в 1976 и 1977 годах. В финале 1976 года Кевин помог «Дублину» победить команду «Керри», которой «Дублин» проиграл финал годом ранее, а в финале следующего года расправиться над командой «Арма» на «Кроук Парк». За своё блестящее выступление на чемпионате 1976 года Моран был включён в символическую сборную.

## Футбол
Первой футбольной командой Морана стал дублинский клуб «Пегасус», в котором его заметил скаут «Манчестер Юнайтед» Билли Бехан. Он сообщил о талантливом игроке главному тренеру «Юнайтед» Дейву Секстону, и в итоге Моран подписал контракт с «Манчестер Юнайтед» в 1978 году. Его дебют за основной состав «Юнайтед» состоялся 20 апреля 1979 года в матче против «Саутгемптона». Моран играл на позиции центрального защитника и помог «Юнайтед» выиграть два Кубка Англии в 1983 и 1985 годах.
Моран вошёл в историю как первый футболист, получивший красную карточку в финальном матче Кубка Англии 1985 года против «Эвертона». Телевизионные повторы показали, что при подкате против Питера Рида он сыграл в мяч, а не в игрока, и впоследствии ему вручили медаль обладателя Кубка Англии, которой поначалу он был лишён из-за красной карточки.
Летом 1988 года 32-летний ирландец покинул «Олд Траффорд». Он перешёл в испанский «Спортинг Хихон», в котором провёл два сезона и сыграл 33 матча.
В 1990 году Кевин вернулся в Англию, перейдя в клуб Второго дивизиона «Блэкберн Роверс». Его первый сезон на «Ивуд Парк» сложился неудачно: «Роверс» финишировали лишь на 19-м месте в турнирной таблице Второго дивизиона. Однако уже следующий сезон 1991/92 сложился крайне удачно для клуба, выигравшего плей-офф и после 26-летнего перерыва вернувшегося в высший дивизион английского футбола, новообразованную Премьер-лигу. Моран помог «бродягам» занять четвёртое место в Премьер-лиге сезона 1992/93, а в следующем сезоне — уже второе место, после чего завершил карьеру. Интересно, что в следующем после завершения карьеры Морана сезоне «Роверс» выиграл чемпионский титул — впервые за 81 год. В оба сезона, предшествующие победе «Роверс» в Премьер-лиге, чемпионский титул выигрывал бывший клуб Морана «Манчестер Юнайтед».
Моран дебютировал за национальную сборную в матче против сборной Швеции в 1980 году. С 1980 по 1994 годы он сыграл за сборную 71 матч, включая выступления на Евро-1988 в Германии и чемпионате мира 1990 года в Италии, и забил 6 мячей. Он также был включён в состав сборной Ирландии на чемпионат мира 1994 года, проходящий в США, но не сыграл на нём.
В настоящее время Моран работает ведущим на ирландском телеканале TV3 Ireland.

## Достижения
Дублин
- Победитель Всеирландского чемпионата по гэльскому футболу (2): 1976, 1977
- Победитель чемпионата Ленстера по гэльскому футболу (3): 1975, 1976, 1977

Манчестер Юнайтед
- Обладатель Кубка Англии (2): 1983, 1985
- Обладатель Суперкубка Англии: 1983

Блэкберн Роверс
- Серебряный призёр Премьер-лиги: 1993/94

## Статистика выступлений
| Клуб              | Сезон            | Лига | Лига | Кубки | Кубки | Еврокубки | Еврокубки | Прочие | Прочие | Итого | Итого |
| Клуб              | Сезон            | Игры | Голы | Игры  | Голы  | Игры      | Голы      | Игры   | Голы   | Игры  | Голы  |
| ----------------- | ---------------- | ---- | ---- | ----- | ----- | --------- | --------- | ------ | ------ | ----- | ----- |
| Богемиан          | 1974/75          | 1    | 0    | 0     | 0     | 0         | 0         | 0      | 0      | 1     | 0     |
| Богемиан          | Итого            | 1    | 0    | 0     | 0     | 0         | 0         | 0      | 0      | 1     | 0     |
| Манчестер Юнайтед | 1977/78          | 0    | 0    | 0     | 0     | 0         | 0         | 0      | 0      | 0     | 0     |
| Манчестер Юнайтед | 1978/79          | 1    | 0    | 0     | 0     | 0         | 0         | 0      | 0      | 1     | 0     |
| Манчестер Юнайтед | 1979/80          | 9    | 1    | 0     | 0     | 0         | 0         | 0      | 0      | 9     | 1     |
| Манчестер Юнайтед | 1980/81          | 32   | 0    | 1     | 0     | 1         | 0         | 0      | 0      | 34    | 0     |
| Манчестер Юнайтед | 1981/82          | 30   | 7    | 3     | 0     | 0         | 0         | 0      | 0      | 33    | 7     |
| Манчестер Юнайтед | 1982/83          | 29   | 2    | 14    | 3     | 1         | 0         | 0      | 0      | 44    | 5     |
| Манчестер Юнайтед | 1983/84          | 38   | 7    | 5     | 0     | 8         | 0         | 1      | 0      | 52    | 7     |
| Манчестер Юнайтед | 1984/85          | 19   | 4    | 5     | 0     | 4         | 0         | 0      | 0      | 28    | 4     |
| Манчестер Юнайтед | 1985/86          | 19   | 0    | 7     | 0     | 0         | 0         | 0      | 0      | 26    | 0     |
| Манчестер Юнайтед | 1986/87          | 33   | 0    | 5     | 0     | 0         | 0         | 0      | 0      | 38    | 0     |
| Манчестер Юнайтед | 1987/88          | 21   | 0    | 3     | 0     | 0         | 0         | 0      | 0      | 24    | 0     |
| Манчестер Юнайтед | Итого            | 231  | 21   | 43    | 3     | 14        | 0         | 1      | 0      | 289   | 24    |
| Спортинг (Хихон)  | 1988/89          | 27   | 0    | 1     | 0     | 0         | 0         | 0      | 0      | 28    | 0     |
| Спортинг (Хихон)  | 1989/90          | 6    | 0    | 3     | 0     | 0         | 0         | 0      | 0      | 9     | 0     |
| Спортинг (Хихон)  | Итого            | 33   | 0    | 4     | 0     | 0         | 0         | 0      | 0      | 37    | 0     |
| Блэкберн Роверс   | 1989/90          | 19   | 2    | ?     | ?     | -         | -         | 0      | 0      | 19+   | 2+    |
| Блэкберн Роверс   | 1990/91          | 32   | 1    | 1+    | ?     | -         | -         | 0      | 0      | 33+   | 1+    |
| Блэкберн Роверс   | 1991/92          | 41   | 2    | 4     | 0     | -         | -         | 3      | 1      | 48    | 3     |
| Блэкберн Роверс   | 1992/93          | 36   | 4    | 1+    | 1     | -         | -         | 0      | 0      | 37+   | 5     |
| Блэкберн Роверс   | 1993/94          | 19   | 1    | 3     | 0     | 0         | 0         | 0      | 0      | 22    | 1     |
| Блэкберн Роверс   | Итого            | 147  | 10   | 9+    | 1+    | 0         | 0         | 3      | 1      | 159+  | 12+   |
| Всего за карьеру  | Всего за карьеру | 412  | 31   | 56+   | 4+    | 14        | 0         | 4      | 1      | 486+  | 36+   |